# Seol Young-woo
Seol Young-woo (en coreano: 설영우; Ulsan, 5 de diciembre de 1998) es un futbolista surcoreano que juega en la demarcación de defensa para el Estrella Roja de Belgrado de la Superliga de Serbia.

## Selección nacional
Tras jugar en las categorías inferiores de la selección, finalmente hizo su debut con la selección absoluta de Corea del Sur el 20 de junio de 2023 en un encuentro amistoso contra El Salvador que finalizó con un resultado de empate a uno tras el gol de Hwang Ui-jo para Corea del Sur, y de Alex Roldán para el combinado salvadoreño.

## Clubes
| Club                      | País          | Año       | Partidos | Goles |
| ------------------------- | ------------- | --------- | -------- | ----- |
| Ulsan University          | Corea del Sur | 2018-2019 | 2        | 0     |
| Ulsan HD F. C.            | Corea del Sur | 2020-2024 | 156      | 8     |
| Estrella Roja de Belgrado | Serbia        | 2024-     | 43       | 6     |

## Palmarés

### Títulos nacionales
| Título              | Club                      | País          | Año  |
| ------------------- | ------------------------- | ------------- | ---- |
| K League 1          | Ulsan Hyundai F. C.       | Corea del Sur | 2022 |
| K League 1          | Ulsan Hyundai F. C.       | Corea del Sur | 2023 |
| Superliga de Serbia | Estrella Roja de Belgrado | Serbia        | 2025 |
| Copa de Serbia      | Estrella Roja de Belgrado | Serbia        | 2025 |

### Títulos internacionales
| Título                      | Club                | País  | Año  |
| --------------------------- | ------------------- | ----- | ---- |
| Liga de Campeones de la AFC | Ulsan Hyundai F. C. | Catar | 2020 |